# Bello Bouba Maigari
Bello Bouba Maigari, né à Baschéo (Bénoué) en 1947, est un homme d'État camerounais. Il est Premier ministre de la République unie du Cameroun du 6 novembre 1982 au 22 août 1983.
Il est ministre d'État, ministre du Tourisme et des Loisirs depuis décembre 2011.

## Biographie

### Enfance, formation et débuts
Bello Bouba Maigari nait à Baschéo, dans le département de la Benoué, région du Nord du Cameroun. Il fait ses études primaires dans son village natal et ses études secondaires au Lycée de Garoua, avant d'entrer en 1966, à l'École Nationale d'Administration et de Magistrature (ENAM), dont il ressort diplômé en 1970. Il est quelques années plus tard, diplômé de l'Institut International d'Administration Publique de Paris (IIAP), où il a par ailleurs été Président de l'Association des Élèves dudit Institut. Il servit successivement, de 1965 à 1966, à la Sous-Préfecture de Poli en qualité d'adjoint administratif.

### Carrière
Entre 1971 et 1972, il est appelé à la Présidence de la République en qualité d'Attaché au Secrétariat général. De 1972 à 1975, Bello Bouba Maigari exerce comme Secrétaire général du Ministère des Forces Armées. Le 30 juin 1975, il est nommé Secrétaire général adjoint à la Présidence de la République et ce, jusqu'en janvier 1982 (avec le grade de ministre du 11 novembre 1980). Dans le gouvernement nommé le 7 janvier 1982, il devint ministre d'État à l'Économie et au Plan; plus tard, lorsque le président Ahmadou Ahidjo démissionna en novembre 1982, Bello Bouba fut nommé Premier ministre du nouveau président, Paul Biya. Paul Biya aurait nommé Bello Bouba sur l'ordre d'Ahidjo; Beaucoup pensaient qu'Ahidjo voulait que Bello Bouba - un Musulman du Nord, comme lui et contrairement à Biya - soit son successeur ultime et que Biya soit censée servir de président par intérim à la fois. Ahidjo et Biya sont toutefois entrés en conflit. Ahidjo s'est exilé et le 22 août 1983, Biya a publiquement accusé Ahidjo de préparer un coup d'État; à la même occasion, il annonçait le renvoi de Bello Bouba au poste de Premier ministre, le remplaçant par Luc Ayang.
Ahidjo a été jugé par contumace pour le coup d'État de 1983 et condamné à mort par un tribunal le 28 février 1984; à cette occasion, le tribunal proposa que d'autres personnes, dont Bello Bouba, fussent également jugées. Cependant, Biya a mis fin à la procédure judiciaire à leur encontre. Bello Bouba s'est exilé au Nigéria après l'échec de la tentative de coup d'État contre Biya en avril 1984.
Bello Bouba a annoncé la formation d'un nouveau parti, l'Union nationale pour la démocratie et le progrès au Cameroun (UNDPC), à Paris le 25 mai 1990. Après sa légalisation (en tant que PNUD) en mars 1991, il est rentré au Cameroun le 17 août 1991. Au congrès du PNUD qui s'est tenu à Garoua les 4 et 5 janvier 1992, Bello Bouba est devenu président du PNUD, évincant ainsi l'ancien dirigeant du parti, Samuel Eboua. Il a été élu à l'Assemblée nationale lors des élections législatives de mars 1992 en tant que député du Benoué.
Bien que l'obligation de résidence de cinq ans ait initialement empêché Bello Bouba de se présenter à la présidence plus tard en 1992, elle a été changée à un an; le changement a été attribué au désir du gouvernement français de faire participer Bello Bouba à l'élection. Bello Bouba s'est classé troisième lors de l'élection du 11 octobre 1992, derrière le candidat de Biya et du Front social-démocrate (SDF) John Fru Ndi, qui a recueilli 19,22% des suffrages. Dans deux provinces, la province d'Adamawa et la province du Nord, il a remporté des majorités: 64,04% dans la province d'Adamawa et 50,42% dans la province du Nord. Lui et Fru Ndi ont contesté les résultats officiels qui ont proclamé Biya le vainqueur et ils ont vainement demandé que la élection soit annulée par la Cour suprême pour fraude présumée. Biya a nommé deux dirigeants du PNUD, Hamadou Moustapha et Issa Tchiroma, au gouvernement en novembre 1992, apparemment dans le but de diviser et d'affaiblir le PNUD. Bello Bouba s'est fermement opposé aux nominations, mais malgré leur indiscipline, les deux n'ont pas été immédiatement expulsés du parti.
Après que Moustapha et Tchiroma aient à nouveau accepté des postes au gouvernement dans le cadre d'un remaniement ministériel en juillet 1994, Bello Bouba a déclaré le 23 juillet 1994 que cela signifierait la fin de leur adhésion au PNUD. Par la suite, lors de sa visite à Maroua le 30 juillet 1994, le véhicule de Moustapha a été attaqué par des personnes qui lui jetaient des pierres. En conséquence, la voiture a quitté la route, une personne a été tuée et plusieurs autres blessées. 28 membres du PNUD ont été arrêtés pour l'attaque. Le PNUD a nié toute responsabilité et a blâmé le gouvernement pour l'attaque, affirmant que celle-ci avait servi de prétexte à une répression contre le PNUD. Bello Bouba et les autres députés du PNUD ont lancé un boycott de l'Assemblée nationale le 8 novembre 1994 afin de faire pression pour la libération des militants du PNUD arrêtés; ils ont toutefois mis fin à leur boycott quelques semaines plus tard.
Moustapha et Tchiroma ont contesté leur destitution du parti, mais ils ont finalement été expulsés par le Comité central du PNUD en janvier 1995. Après leur expulsion, Moustapha et Tchiroma ont créé leur propre faction "authentique" du PNUD, rejetant le leadership de Bello Bouba. Cette faction est ensuite devenue l'Alliance nationale pour la démocratie et le progrès (ANDP), un nouveau parti caractérisé par une légère modification du nom du PNUD. Malgré la création d'un nouveau parti, Moustapha et Tchiroma contestent toujours légalement la direction du PNUD par Bello Bouba.
Bien que Bello Bouba ait été réélu à l'Assemblée nationale lors des élections législatives de mai 1997, le PNUD a eu de piètres résultats, perdant de nombreux sièges. Le PNUD a ensuite participé au boycott par l'élection présidentielle d'octobre 1997, selon Bello Bouba, "il n'y a aucune volonté politique de la part du parti au pouvoir.